# Eingeborener Sohn
Eingeborener Sohn ist eine christliche Bezeichnung für Jesus Christus in der deutschsprachigen Fassung des apostolischen Glaubensbekenntnisses. Es handelt sich um die von Martin Luther vorgenommene Übersetzung des griechischen Ausdrucks monogenes hyios (Vetus latina: unicus filius, seit Hieronymus / Vulgata: unigenitus filius). monogenes (von mono + genes) heißt „einzig“ (von lat. unicus) „nach seinem Ursprung, seiner Art, seiner Abstammung“, oder „einzigartiger Sohn“ / „Einziger“. Siehe ebenso Lk 7,12 ; 8,42; 9,38 (einziger Sohn / Tochter). Der „ein-/einzig-geborene“ (monogenes) Sohn kommt zum Beispiel im Johannesevangelium vor (Joh 3,16-18 ).
Der Begriff ist zu den elementaren christlichen Aussagen zum Wesen Jesu Christi und wichtiger Bestandteil christlicher Glaubensbekenntnisse geworden.

## Ursprung
Die Bezeichnung findet sich ursprünglich in der Bibel im Johannesevangelium (Joh 1,14.18 ; 3,16.18 ) und im 1. Johannesbrief (1 Joh 4,9 ).
Die wesentliche Aussage im Prolog des Johannesevangeliums lautet in der Fassung der Einheitsübersetzung:

„Und das Wort ist Fleisch geworden und hat unter uns gewohnt, und wir haben seine Herrlichkeit gesehen, die Herrlichkeit des einzigen Sohnes vom Vater, voll Gnade und Wahrheit.“

## Bedeutung
Die wörtliche deutsche Übertragung des griechischen Ausdrucks lautet einziger oder alleiniger Sohn (monos = allein, einzig, genes = Art, Geschlecht, hyios = Sohn). Dabei bleibt offen, worauf sich der Begriff „monos“ bezieht. Bezieht man ihn auf Gott, so ist gesagt, dass der Sohn allein von Gott als dem Vater her stamme (und von niemand anderem). Bezieht man ihn auf den Sohn, so wäre gesagt, dass der Sohn der einzige Sohn sei (und keine weiteren Söhne existieren). Beide Bedeutungen betonen gleichermaßen die Einzigartigkeit dieses Vater-Sohn-Verhältnisses. Deshalb kann der Prolog des Johannesevangeliums im gleichen Atemzug von allen Gläubigen als „Kindern Gottes“ (Joh 1,12 ) reden, ohne dass damit ein Gegensatz zur einzigartigen Stellung des Logos als des Sohnes hergestellt wäre.
Der Begriff μονογενής („einziggeboren“) hat darüber hinaus theologisch eine besondere Nähe zu der hebräischen Wurzel יָחִיד (jachid) und im aramäischen  יִחִידָיָא (jichidaya). Dies bedeutet „einzig, allein“ und wird in der Bibel vor allem auf das besondere Verhältnis zwischen Abraham und seinem Sohn Isaak angewandt. In diesem Sinne wird der Begriff auch im Hebräerbrief verwendet (Hebr 11,17 ). Die Beziehung zwischen Abraham und Isaak wird in Gen 22,2  näherhin als Liebesverhältnis beschrieben. So erscheint im Johannesevangelium auch das Verhältnis zwischen Gott und Jesus (Joh 3,35 ; Joh 10,17 ).
Ein Verständnis als eingeboren im Sinne von hinein- oder innengeboren als des veralteten Begriffs für Ureinwohner ist jedenfalls sowohl sprachlich als auch theologisch unzutreffend.

## Kirchliche Tradition
Die Formulierung einziggeborener Sohn wurde auch in die wichtigsten griechischen Glaubensbekenntnisse der Kirche aufgenommen, das Bekenntnis von Nicäa und das nicäno-konstantinopolitanische Glaubensbekenntnis. Das lateinische Apostolische Glaubensbekenntnis hat dagegen einen abweichenden Wortlaut: filium eius unicum = „dessen einzigen Sohn“. Es betont damit gegenüber dem griechischen monogenetos hyios noch prägnanter die Einzigartigkeit der Beziehung des Sohnes zum Vater und kommt ohne den Begriff Genus („Geschlecht“) aus. Die deutsche ökumenische Übersetzung des filium eius unicum als „dessen eingeborener Sohn“ geht auf Luther zurück und ist weniger eine exakte Übersetzung des lateinischen Originals als vielmehr eine Interpretation des Textes aus dem Geist der griechischen Bekenntnisse.
Unigenitus dei filius ist auch der Titel zweier päpstlicher Bullen.